# گودوگانی (سامگرلو-زمو سوانتی)
گودوگانی (به لاتین: Godogani) یک منطقهٔ مسکونی در گرجستان است که در شهرداری مارتویلی واقع شده‌است. گودوگانی ۴۰ نفر جمعیت دارد و ۳۶۰ متر بالاتر از سطح دریا واقع شده‌است.